# Robert Altman
Robert Altman (20. februar 1925, Kansas City, Missouri – 20. november 2006) var en amerikansk filminstruktør.

## Biografi
Robert Altman blev født i 1925 i Kansas City. Sin instruktørkarriere indledte han i perioden efter 2. verdenskrig, hvor han primært lavede industrifilm. Efter at have oparbejdet ekspertise på området, blev han i 1950'erne og 1960'erne en højt profileret tv-instruktør i en gruppe af nye instruktører, der blandt andre tæller Arthur Penn og Sidney Pollack. Hans tv-produktioner, der rummer klassikere som Alfred Hitchcock Presents, gav ham ry for at være en rebelsk instruktør i fronten mod kommerciel storytelling.
I 1967 skiftede Altman fra tv- til filmproduktion, hvor han fik sin første publikumssucces med den bizarre krigsfilm MASH (1970). Filmen handler om en gruppe lægers liv på et mobilt felthospital under koreakrigen, hvor en konstant strøm af makabre vittigheder tjener til at holde krigens rædsler på afstand. Denne cocktail af blodig krig og militære løjer betegner Altmans tendens til at bryde traditionelle genrer og opfinde nye. Samtidig er filmen karakteristisk i det store persongalleri og de mange vignetagtige optrin. Med MASH opnåede Altman den første af i alt fem Oscar-nomineringer som bedste instruktør; den blev fulgt af Nashville (1975), The Player (1992), Short Cuts (1993) og Gosford Park (2001).
Disse succeser var højdepunkter i en karriere, der kan beskrives som en rutschebanetur. Robert Altmans karriere kan således inddeles i tre faser. I perioden 1968-75 var han en del af en ny succesfuld bølge af unge Hollywood-instruktører, der blandt andre talte Martin Scorsese og Francis Ford Coppola. I den forbindelse var film som MASH og Nashville betydende bidrag til reformuleringen af Hollywoods formler for fortælling og stil. Men i slutningen af 1970'erne indtraf bølgen af såkaldt post-klassiske film, der bl.a. repræsenteres ved instruktører som Steven Spielberg (Dødens gab (1975)) og Georg Lukas (Star Wars (1977)).
Disse "big budget blockbusters" udkonkurrerede de eksperimentelle art-cinema film og markerede enden på en epoke i Altmans karriere. Efter publikumsfiaskoer som Quintet (1979) og A Perfect Couple (1979) var produktionspengene opbrugt, og Altman måtte lukke sit uafhængige Lion Gate Studio. I løbet af 1980´erne levede Altman som kunstnerisk outsider i eksil på University of Michigan og i Paris, hvor han lavede 16 mm film til kabel-tv. Men i 1992 indtraf et nyt vendepunkt. The Player blev en stor kritikersucces og markerede afsættet til et overraskende comeback for Altman. I 1990´erne kom hans visuelt æstetisk mest helstøbte produktioner som art-cinema-instruktør i film som Short Cuts, Kansas City (1996) og Cookie´s Fortune (1999).
Med Gosford Park opnåede Altman måske højdepunktet i karrieren. Filmen er et billede på en auteur med afklaret kontrol over sit værk – og en film der bør ses mere end en gang: "After you know the destination the journey is transformed!"[kilde mangler]
Gosford Park blev tildelt syv Oscar-nomineringer inklusiv Bedste instruktør og Bedste film og vandt desuden en BAFTA Award for bedste film samt en Golden Globe Award for bedste instruktør.
Fra 1967 til sin død instruerede Robert Altman ved siden af en række kunstneriske projekter 33 film og 10 store tv-produktioner. Tilsammen dannede de basis for en af de mest bemærkelsesværdige karrierer i Hollywoods historie. Robert Altman afgik ved døden den 20. november 2006 på et hospital i Los Angeles kort efter færdiggørelsen af sin sidste spillefilm A Prairie Home Companion. Samme år modtog han en æresoscar for sine halvtreds år i filmbranchen.

## Udvalgte film
- Kom i ly for regnen (1969)
- MASH (1970)
- Fuglemanden (1970)
- Vestens syndige par (1971)
- Enhjørningen (1972)
- Det lange farvel (1973)
- Tyve som os (1974)
- California Split (1974)
- Nashville (1975)
- Buffalo Bill og indianerne (1976)
- 3 kvinder (1977)
- Et bryllup (1978)
- Quintet (1979)
- Skipper Skræk (1980)
- James Dean længe leve (1982)
- Sandhedens time (1983)
- Fool for Love (1985)
- Vincent & Theo (1990)
- The Player (1992)
- Short Cuts (1993)
- Prêt-à-porter (1994)
- Kansas City (1996)
- Gingerbread Man (1998)
- Dr. T. (2000)
- Gosford Park (2001)
- The Company (2003)
- A Prairie Home Companion (2006)